# 解体約図
『解体約図』（かいたいやくず）は、解剖学書『解体新書』の予告篇として杉田玄白、中川淳庵が発行したパンフレット。安永2年（1773年）正月発行。江戸・須原屋市兵衛板。

## 経緯
杉田玄白らは、オランダ渡りの解剖学書『ターヘル・アナトミア』の翻訳作業を進めており、『解体新書』の出版計画を立てていた。だが、西洋語からの翻訳という前例のない書物であり、それまでの漢方医学と相違する内容も多かったため、世に受け入れられないおそれがあった。そのため『解体新書』の一部を抜き出した『解体約図』を発行し、一般の理解を得ようとした。その他にも、『解体新書』の需要調査、さらに『解体新書』の出版が幕府の禁忌に触れないか確かめる目的があったと見られる。のちに玄白は『蘭学事始』の中で「報帖（引札）同様のもの」と書いている。

## 内容
『解体約図』は5枚の木版刷からなる。第1枚が「序と凡例」。第2枚が「解説」。あとの3枚は「骨節」「臓腑」「脈絡」の解剖図。
図の原画は熊谷儀克（未詳）によるものだが、のちの『解体新書』では秋田藩角館の小田野直武が描くことになる。
包み紙には『解体新書』を全5冊として出すことが記されている。